# Българска банка за развитие
Българската банка за развитие (ББР) е насърчителна и търговска банка със седалище в София, България.
Тя е сред най-големите банки за развитие в Югоизточна Европа. Предлага финансиране и професионално консултиране с цел подпомагане индустриалния растеж на българската икономика. Освен програмите за развитие банката оперира и корпоративно звено за директно кредитиране. Към юни 2022 г. капиталът на ББР е в размер на 1046 млн. лева, а печалбата ѝ към края на деветмесечието на 2022 г. е 31,9 млн. лева.
ББР е мажоритарна собственост на Република България, с принципал Министерство на иновациите и растежа , като има мандат за финансиране на публични проекти от национално значение, насърчаване растежа на експортно ориентирани фирми, подпомагане на малки и средни предприятия, както и осигуряване устойчиво развитие. Банковите операции се финансират с кредитни линии, които ББР договаря с международни банки за развитие, инвестиционни фондове и суверенни фондове.
ББР има най-висок кредитен рейтинг за България от кредитната агенция Fitch – дългосрочен кредитен рейтинг „ВВВ“ със стабилна перспектива.
От 21 януари 2015 г. ББР е член на Конфедерацията на работодателите и индустриалците в България.

## Мисия
ББР е създадена на 11 март 1999 г. като акционерно дружество под името Насърчителна банка с цел да подпомогне икономическото и социално развитие на България. През април 2008 г. парламентът на България приема специален закон, с който променя мандата на банката да се фокусира върху финансиране на малък и среден бизнес и реорганизира банковата група. ББР получава финансиране от Европейската инвестиционна банка, Черноморската банка за търговия и развитие, Банката за развитие на Съвета на Европа, KfW, Китайската банка за развитие, Японската банка за международно сътрудничество, Скандинавската инвестиционна банка, и други.

### Кредитни механизми за търговски банки
ББР е единствената българска банка, която предоставя кредитен ресурс индиректно, през търговските банки в страната – чрез функцията за он-лендинг финансиране.

## Управление
Към 31 декември 2022, Българска банка за развитие е 100% собственост на българската държава.

## Съвет на директорите
Структурата на управление на ББР включва Управителен съвет и Надзорен съвет. От януари 2023 г. ръководството на организацията е в следния състав.

### Надзорен съвет
- доц. д-р Росен Карадимов – Председател на НС[3]
- Деляна Иванова – Зам.-председател на НС
- Стамен Янев – Член на НС

### Управителен съвет
- Илия Караниколов – Председател на УС и изпълнителен директор,
- Иван Церовски – Член на УС и изпълнителен директор
- Цанко Арабаджиев – Член на УС и изпълнителен директор

## Дъщерни дружества
Според сайта на ББР към 2023 г. Банката управлява 4 дъщерни дружества, които заедно с банката формират Групата на ББР.

### Национален гаранционен фонд
„Национален гаранционен фонд“ ЕАД е механизъм за издаване на гаранции, който се имплементира чрез търговските банки в България, сключили споразумения с НГФ. През 2013 г. фондът ще издаде гаранции за над 1.3 милиарда лева по Програма за развитие на селските рейони.

### ББР Микрофинансиране
ББР Микрофинансиране АД предлага микрофинансиране за микро- и малки предприятия. Отпусканите кредити са на стойност до 50 хиляди лева.

### Фонд за капиталови инвестиции
Фондът за капиталови инвестиции е дъщерно дружество на Българска банка за развитие, което осигурява дялов капитал за растеж на малките и средни предприятия в страната. 

### ББР Лизинг
„ББР Лизинг“ е лизингова компания основана през 2019 г. като част от финансовата група на Българската банка за развитие. 